# استان‌های کامبوج
کامبوج به ۲۴ استان (khaet) و یک منطقه شهری (krong) تقسیم شده‌است. 
تعداد مناطق شهری کامبوج پیش از سال ۲۰۰۸، چهار منطقه بود.
| شماره | استان          | مرکز           | مساحت (ک.م.) | جمعیت     |
| ----- | -------------- | -------------- | ------------ | --------- |
| ۱     | بانتی می چی    | سیسوفون        | ۶٬۶۷۹        | ۶۷۸٬۰۳۳   |
| ۲     | باتامبانگ      | باتامبانگ      | ۱۱٬۷۰۲       | ۱٬۰۳۶٬۵۲۳ |
| ۳     | کامپونگ چام    | کامپونگ چام    | ۹٬۷۹۹        | ۱٬۶۸۰٬۶۹۴ |
| ۴     | کامپونگ چهنانگ | کامپونگ چهنانگ | ۵٬۵۲۱        | ۴۷۲٬۶۱۶   |
| ۵     | کامپونگ اسپئو  | کامپونگ اسپئو  | ۷٬۰۱۷        | ۷۱۶٬۵۱۷   |
| ۶     | کامپونگ توم    | کامپونگ توم    | ۱۳٬۸۱۴       | ۷۰۸٬۳۹۸   |
| ۷     | کامپوت         | کامپوت         | ۴٬۸۷۳        | ۵۸۵٬۱۱۰   |
| ۸     | کاندال         | تا خمائو       | ۳٬۵۶۸        | ۱٬۲۶۵٬۸۰۵ |
| ۹     | کپ             | کرونگ کپ       | ۳۳۶          | ۴۰٬۲۰۸    |
| ۱۰    | کوه کونگ       | کوه کونگ       | ۱۱٬۱۶۰       | ۱۳۹٬۷۲۲   |
| ۱۱    | کراتهیه        | کراتیه         | ۱۱٬۰۹۴       | ۳۱۸٬۵۲۳   |
| ۱۲    | موندول‌یری      | سنمونوروم      | ۱۴٬۲۸۸       | ۶۰٬۸۱۱    |
| ۱۳    | اودار میانچی   | سامرائونگ      | ۶٬۱۵۸        | ۱۸۵٬۴۴۳   |
| ۱۴    | پایلین         | پایلین         | ۸۰۳          | ۷۰٬۴۸۲    |
| ۱۵    | پنوم پن        | پنوم پن        | ۷۵۸          | ۲٬۲۳۴٬۵۶۶ |
| ۱۶    | پریاه سیهانوک  | سیهانوک‌ویل     | ۸۶۸          | ۱۹۹٬۹۰۲   |
| ۱۷    | پره ویهار      | پره ویهار      | ۱۳٬۷۸۸       | ۱۷۰٬۸۵۲   |
| ۱۸    | پورسات         | پورسات         | ۱۲٬۶۹۲       | ۳۹۷٬۱۰۷   |
| ۱۹    | استان پری ونگ  | پری ونگ        | ۴٬۸۸۳        | ۹۴۷٬۳۵۷   |
| ۲۰    | راتاناکیری     | بانلونگ        | ۱۰٬۷۸۲       | ۱۴۹٬۹۹۷   |
| ۲۱    | سیه‌م رئاپ      | سیه‌م رئاپ      | ۱۰٬۲۲۹       | ۸۹۶٬۳۰۹   |
| ۲۲    | استونگ ترنگ    | استونگ ترنگ    | ۱۱٬۰۹۲       | ۱۱۱٬۷۳۴   |
| ۲۳    | سوای ریه‌نگ     | سوای ریه‌نگ     | ۲٬۹۶۶        | ۴۸۲٬۷۸۵   |
| ۲۴    | تاکئو          | تاکئو          | ۳٬۵۶۳        | ۸۴۳٬۹۳۱   |